# Copa Centenario del Fútbol Chileno
La Copa Centenario del Fútbol Chileno fue un torneo de fútbol disputado en 1995 para conmemorar los 100 años de la Federación de Fútbol de Chile. Participaron los seleccionados de Chile, Turquía, Nueva Zelanda y Paraguay, consagrándose campeones estos últimos.
Los partidos correspondiente a las dos primeras fecha se jugaron en las ciudades nortinas de Iquique, Antofagasta, La Serena y Coquimbo. La tercera y última fecha en jornada doble se jugó en Santiago.

## Modalidad
El torneo se jugó en una sola rueda de tres fechas, en jornada doble, bajo el sistema de todos contra todos, resultando campeón aquel equipo que acumulase más puntos en la tabla de posiciones.

## Partidos jugados
| 16 de junio de 1995 | Chile                                       | 3:1 (2:1) | Nueva Zelanda | Estadio Regional de Antofagasta, Antofagasta                         |                                                                      |
|                     | Miguel Ramírez 21' · Fuentes 36' · Ruiz 68' |           | Rennie 35'    | Asistencia: 28.325 espectadores Árbitro(s): Ubaldo Aquino (Paraguay) | Asistencia: 28.325 espectadores Árbitro(s): Ubaldo Aquino (Paraguay) |

| 17 de junio de 1995 | Turquía | 0:0 (0:0) | Paraguay | Estadio Tierra de Campeones, Iquique                                  |  |
|                     |         |           |          | Asistencia: 12.000 espectadores Árbitro(s): Rafael Hormazábal (Chile) |  |

| 19 de junio de 1995 | Chile | 0:1 (0:1) | Paraguay   | Estadio La Portada, La Serena                                           |                                                                         |
|                     |       |           | Enciso 18' | Asistencia: 14.799 espectadores Árbitro(s): Ken Wallace (Nueva Zelanda) | Asistencia: 14.799 espectadores Árbitro(s): Ken Wallace (Nueva Zelanda) |

| 20 de junio de 1995 | Turquía         | 2:1 (1:1) | Nueva Zelanda | Estadio Francisco Sánchez Rumoroso, Coquimbo                            |                                                                         |
|                     | Sağlam 31', 45' |           | Coveny 1'     | Asistencia: 2.500 espectadores Árbitro(s): Mario Sánchez Yantén (Chile) | Asistencia: 2.500 espectadores Árbitro(s): Mario Sánchez Yantén (Chile) |

| 22 de junio de 1995 | Chile | 0:0 (0:0) | Turquía | Estadio Nacional, Santiago de Chile                               |  |
|                     |       |           |         | Asistencia: 5.000 espectadores Árbitro(s): Saúl Feldman (Uruguay) |  |

| 22 de junio de 1995 | Paraguay                     | 3:2 (2:1) | Nueva Zelanda                    | Estadio Nacional, Santiago de Chile                                       |                                                                           |
|                     | Campos 2', 55' · Cardozo 23' |           | Gamarra 13' (a.g.) · Jackson 64' | Asistencia: Sin datos sobre espectadores Árbitro(s): Hernán Silva (Chile) | Asistencia: Sin datos sobre espectadores Árbitro(s): Hernán Silva (Chile) |

## Clasificación Final
| Equipo        | Pts | PJ | PG | PE | PP | GF | GC | Dif |
| ------------- | --- | -- | -- | -- | -- | -- | -- | --- |
| Paraguay      | 7   | 3  | 2  | 1  | 0  | 4  | 2  | +2  |
| Turquía       | 5   | 3  | 1  | 2  | 0  | 2  | 1  | +1  |
| Chile         | 4   | 3  | 1  | 1  | 1  | 3  | 2  | +1  |
| Nueva Zelanda | 0   | 3  | 0  | 0  | 3  | 4  | 8  | -4  |